# جون أرسكين ريد
جون أرسكين ريد هو قاضي وأستاذ جامعي وسياسي كندي، ولد في 5 يوليو 1888 في هاليفاكس في كندا، وتوفي في 23 ديسمبر 1973 في تورونتو في كندا. انتخب قاضي محكمة العدل الدولية ‏ (1946 – 1958).